# Adam Norrodin
Adam Norrodin (* 13. Juni 1998 in Johor) ist ein malaysischer Motorradrennfahrer. Er fährt 2024 in der Superbike-Weltmeisterschaft.

## Statistik

### In der FIM-CEV-Moto3-Junioren-Weltmeisterschaft
| Saison | Team             | Motorrad | Rennen | Siege | Zweiter | Dritter | Poles | Schn. Runden | Punkte | Ergebnis |
| ------ | ---------------- | -------- | ------ | ----- | ------- | ------- | ----- | ------------ | ------ | -------- |
| 2014   | SIC-Ajo          | KTM      | 12     | –     | –       | –       | –     | –            | 4      | 30.      |
| 2015   | Asia Talent Team | Honda    | 12     | –     | –       | –       | –     | –            | 4      | 30.      |
| Gesamt | Gesamt           | Gesamt   | 24     | 0     | 0       | 0       | 0     | 0            | 8      |          |

### In der Motorrad-Weltmeisterschaft
| Saison | Klasse | Team                     | Motorrad | Rennen | Siege | Zweiter | Dritter | Poles | Schn. Runden | Punkte | Ergebnis |
| ------ | ------ | ------------------------ | -------- | ------ | ----- | ------- | ------- | ----- | ------------ | ------ | -------- |
| 2016   | Moto3  | Drive M7 SIC Racing Team | Honda    | 18     | –     | –       | –       | –     | –            | 14     | 28.      |
| 2017   | Moto3  | SIC Racing Team          | Honda    | 17     | –     | –       | –       | –     | 1            | 42     | 17.      |
| 2018   | Moto3  | Petronas Sprinta Racing  | Honda    | 17     | –     | –       | –       | –     | –            | 46     | 21.      |
| 2019   | Moto2  | Petronas Sprinta Racing  | Kalex    | 6      | –     | –       | –       | –     | –            | –      | 37.      |
| 2021   | Moto2  | Petronas Sprinta Racing  | Kalex    | 1      | –     | –       | –       | –     | –            | –      | 39.      |
| Gesamt | Gesamt | Gesamt                   | Gesamt   | 59     | 0     | 0       | 0       | 0     | 1            | 102    |          |

### In der FIM-CEV-Moto2-Europameisterschaft
| Saison | Team                              | Motorrad | Rennen | Siege | Zweiter | Dritter | Poles | Schn. Runden | Punkte | Ergebnis |
| ------ | --------------------------------- | -------- | ------ | ----- | ------- | ------- | ----- | ------------ | ------ | -------- |
| 2019   | SIC Junior Team                   | Kalex    | 7      | –     | –       | –       | –     | –            | 35     | 15.      |
| 2020   | Liqui Moly Intact SIC Junior Team | Kalex    | 11     | –     | –       | –       | –     | –            | 79     | 7.       |
| 2021   | Liqui Moly Intact SIC Junior Team | Kalex    | 11     | –     | –       | 3       | –     | –            | 102    | 5.       |
| Gesamt | Gesamt                            | Gesamt   | 29     | 0     | 0       | 3       | 0     | 0            | 216    |          |

### In der Supersport-Weltmeisterschaft
(Stand: Saisonende 2023)
| Saison | Team                                | Motorrad         | Rennen | Siege | Zweiter | Dritter | Poles | Schn. Runden | Punkte | Ergebnis |
| ------ | ----------------------------------- | ---------------- | ------ | ----- | ------- | ------- | ----- | ------------ | ------ | -------- |
| 2023   | Petronas MIE – MS Racing Honda Team | Honda CBR 600 RR | 17     | –     | –       | –       | –     | –            | 20     | 25.      |
| Gesamt | Gesamt                              | Gesamt           | 17     | 0     | 0       | 0       | 0     | 0            | 20     |          |